# Condado de Mitchell (Georgia)
El condado de Mitchell (en inglés: Mitchell County), fundado en 1857, es uno de 159 condados del estado estadounidense de Georgia. En el año 2007, el condado tenía una población de 24 139 habitantes y una densidad poblacional de 21 personas por km². La sede del condado es Camilla. El condado recibe su nombre en honor a Henry Mitchell.

## Geografía
Según la Oficina del Censo, el condado tiene un área total de 1331 km² (513,9 mi²), de la cual 1326 km² (512 mi²) es tierra y 5 km² (1,9 mi²) (0.36%) es agua.

### Condados adyacentes
- Condado de Dougherty (norte)
- Condado de Worth (noreste)
- Condado de Colquitt (este)
- Condado de Thomas (sureste)
- Condado de Grady (sur)
- Condado de Decatur (suroeste)
- Condado de Baker (oeste)

## Demografía
Según el censo de 2000,, los ingresos medios por hogar en el condado eran de $26 581, y los ingresos medios por familia eran $31 262. Los hombres tenían unos ingresos medios de $25 130 frente a los $19 582 para las mujeres. La renta per cápita para el condado era de $13 042. Alrededor del 26.40% de la población estaban por debajo del umbral de pobreza.

## Transporte

### Principales carreteras
- U.S. Route 19
- Ruta Estatal de Georgia 37
- Ruta Estatal de Georgia 65
- Ruta Estatal de Georgia 93
- Ruta Estatal de Georgia 97
- Ruta Estatal de Georgia 112

## Localidades
- Baconton
- Camilla
- Pelham
- Sale City